# Głębokość optyczna
Niektóre z zamieszczonych tu informacji wymagają weryfikacji.
Dokładniejsze informacje o tym, co należy poprawić, być może znajdują się w dyskusji tego artykułu.
 Po wyeliminowaniu niedoskonałości należy usunąć szablon [[Szablon:Dopracować|]] z tego artykułu.

Natężenie światła zmienia się w ośrodku, w którym następuje rozpraszanie i absorpcja. Grubość optyczna jest proporcjonalna nie tylko do grubości fizycznej, ale także do własności optycznych ośrodka.

Głębokość optyczna (grubość optyczna) – parametr opisujący oddziaływania promieniowania elektromagnetycznego z materią. Grubość optyczna opisuje spadek natężenia światła podczas jego przechodzenia przez ośrodki takie jak gazy, chmury, fitoplankton w wodzie i inne zawiesiny. Grubość optyczna jest proporcjonalna do grubości fizycznej ośrodka i zależy od jego własności optycznych.
Przykładem, jak różna może być grubość fizyczna od optycznej jest transmisja światła widzialnego i podczerwieni przez 1 centymetr słupa wody. Światło widzialne jest prawie w całości transmitowane, podczas gdy światło podczerwone jest całkowicie zaabsorbowane.

## Podstawy matematyczne
Zmiana natężenia promieniowania na małym odcinku ds, wzdłuż którego rozchodzi się promieniowanie, równa jest różnicy natężenia promieniowania na początku i końcu odcinka, i zgodnie z prawem Beera jest proporcjonalna do natężenia promieniowania, długości odcinka, oraz współczynnika opisującego własności optyczne ośrodka:
{\displaystyle dI_{\lambda }=I_{\lambda }(s+ds)-I_{\lambda }(s)=-I_{\lambda }(s)\beta _{e}(s)ds.}
Powyższy wzór można wyrazić też w postaci:
{\displaystyle {\frac {dI_{\lambda }}{I_{\lambda }}}=d\log I_{\lambda }=\beta _{e}(s)ds.}
gdzie {\displaystyle \beta _{e}} jest współczynnikiem atenuacji (ekstynkcji) i zależy od własności ośrodka, dla małej drogi ds wielkość ta jest stała. Dla dłuższej drogi z powyższego wzoru wynika następujące wyrażenie:
{\displaystyle I_{\lambda }(s_{2})=I_{\lambda }(s_{1})\exp \left[-\int _{s_{1}}^{s_{2}}\beta _{e}(s)ds\right].}
Definiując wielkość
{\displaystyle \tau (s_{1},s_{2})=\int _{s_{1}}^{s_{2}}\beta _{e}(s)ds.}
Powyższy wzór przyjmuje postać:
{\displaystyle I_{\lambda }(s_{2})=I_{\lambda }(s_{1})\exp \left(-\tau (s_{1},s_{2})\right).}
Wielkość {\displaystyle \tau (s_{1},s_{2})} dla danej długości fali jest zależna tylko od własności ośrodka, przez które przechodzi promieniowanie i jest nazywana grubością optyczną. Gdy ośrodek nie pochłania i nie rozprasza promieniowania, to jego grubość optyczna jest równa 0, co zachodzi, gdy grubość fizyczna ośrodka jest równa 0 {\displaystyle (s_{1}=s_{2})} lub gdy współczynnik ekstynkcji jest równy 0 na całej drodze pomiędzy punktami {\displaystyle s_{1}} i {\displaystyle s_{2}.}
Definiuje się też grubość optyczną rozpraszania
{\displaystyle \tau _{s}(s_{1},s_{2})=\int _{s_{1}}^{s_{2}}\beta _{s}(s)ds,}
oraz grubość optyczną absorpcji
{\displaystyle \tau _{a}(s_{1},s_{2})=\int _{s_{1}}^{s_{2}}\beta _{a}(s)ds,}
gdzie:
{\displaystyle \beta _{a}(s)} oraz {\displaystyle \beta _{s}(s)} są współczynnikami rozpraszania i absorpcji ośrodka.
{\displaystyle \tau (s)=\tau (s,\infty )=\int _{s}^{\infty }\beta _{e}(s)ds.}
Głębokość optyczna jest używana dla określenia penetracji światła, np. przy rozpatrywaniu promieniowania słonecznego od słońca do określonej wysokości w atmosferze. Inną sytuacją jest penetracją promieniowania w głąb morza. Dla opisu skończonych warstw materiału, np. transmisji światła przez kartkę papieru, używa się pojęcia grubość optyczna.
Transmitancja (transmisja) pomiędzy dwoma punktami {\displaystyle s_{1}} oraz {\displaystyle s_{2}} jest opisana przez
{\displaystyle t(s_{1},s_{2})=e^{-\tau (s_{1},s_{2})}}
i zmienia się pomiędzy 0 dla {\displaystyle \tau =\infty } dla ośrodka, w która atenuacja jest silna, oraz 1 dla {\displaystyle \tau =0,} czyli dla ośrodka o słabym pochłanianiu przechodzącej wiązki światła lub promieniowania. Grubości optyczne dla tej samej długości fali można dodawać. Jeżeli ciało składa się z dwóch ciał przez które kolejno przechodzi promieniowanie grubość optyczna ciała jest sumą grubości optycznej ciał składowych:
{\displaystyle \tau (s_{1},s_{3})=\tau (s_{1},s_{2})+\tau (s_{2},s_{3}).}

## Aerozolowa grubość optyczna i współczynnik Angstroma
W atmosferze (i wielu innych ośrodkach) zależność spektralna grubości optycznej opisana jest wzorem
{\displaystyle {\frac {\tau _{\lambda }}{\tau _{\lambda _{0}}}}=\left({\frac {\lambda }{\lambda _{0}}}\right)^{-\alpha },}
gdzie:
{\displaystyle \tau _{\lambda }} – grubość optyczna dla długości fali {\displaystyle \lambda ,}
{\displaystyle \tau _{\lambda _{0}}} – grubość optyczna dla referencyjnej długości fali {\displaystyle \lambda _{0}.}
W zależności od rozkładu wielkości cząstek pyłów zawieszonych współczynnik Angstroma zmienia się od bliskiego zeru dla dużych cząstek, do dużych wartości bliskich 4 dla małych pyłków. Wykładnik 4 odpowiada rozpraszaniu Rayleigha tylko na cząsteczkach powietrza.
W praktyce współczynnik Angstroma wyznacza się na podstawie pomiarów grubości optycznej w przynajmniej dwóch długościach fal
{\displaystyle \alpha =-{\frac {\ln {\frac {\tau _{\lambda _{1}}}{\tau _{\lambda _{2}}}}}{\ln {\frac {\lambda _{1}}{\lambda _{2}}}}}.}

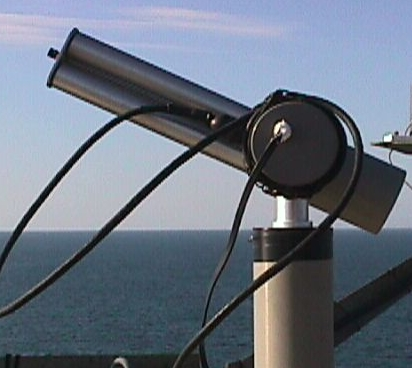
Instrument do pomiaru aerozolowej grubości optycznej w atmosferze ziemskiej. Instrument ma zaprogramowane położenie słońca i podąża za nim w czasie dnia.

W atmosferze pomiary grubości optycznej dokonywane są za pomocą sunfotometrów. AERONET jest przykładem sieci sunfotometrów (fotometrów słonecznych) służących do pomiaru zmiany natężenia dochodzącego promieniowania słonecznego w kilku długościach fal. Bezpośrednie pomiary atenuacji promieniowania słonecznego umożliwiają pomiar aerozolowej grubości optycznej. W atmosferze typowa wartość grubości optycznej w długości fali 500 nm nad czystymi obszarami oceanu wynosi około 0,2. Rejony o grubości optycznej 0,5 są znacznie zanieczyszczone. Mimo to aerozolowa grubość optyczna w przypadku np. aerozoli pustynnych może dochodzić do 1–2 w 500 nm.

## Grubość optyczna istała słoneczna
Optyczna grubość atmosfery (głównie związana z pyłami zawieszonymi) wpływa na pomiar stałej słonecznej. Grubość optyczna atmosfery jest modyfikowana przez chmury, ale nawet przy bezchmurnym niebie naturalne i antropogeniczne zanieczyszczenia (pyły pustynne, sól morska, siarczany, i sadze, wybuchy wulkaniczne) wpływają na aerozolową grubość optyczną, a co za tym idzie na natężenie dochodzącego promieniowania. Mimo to pierwsze pomiary stałej słonecznej (Pouillet) robiono z ziemi, uwzględniając poprawkę na eksponencjalną zależność transmisji atmosfery od grubości optycznej. Radau i Langley pokazali, że prawo Bouguera stosuje się tylko do monochromatycznego promieniowania, podczas gdy promieniowanie słoneczne nie jest monochromatyczne. Langley, około roku 1880 wynalazł aparaturę i metodę do oceny promieniowania słonecznego przed wejściem do atmosfery za pomocą wielokrotnych pomiarów, przy różnych warunkach przejścia promieniowania przez atmosferę. Langley podjął próbę oceny natężenia promieniowania słonecznego, umieszczając aparaturę na szczycie Mount Whitney, a poprzez dokonywanie pomiarów o różnej porze dnia próbował uwzględnić wpływ pochłaniania i rozpraszania atmosfery (patrz metoda Langleya)

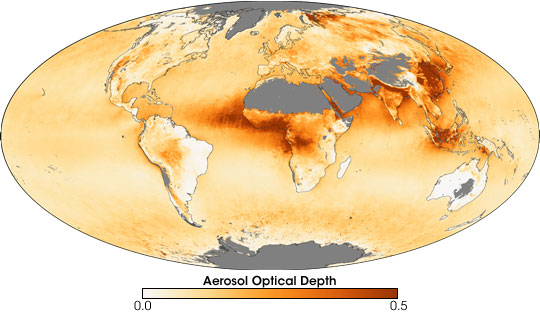
Aerozolowa grubość optyczna z pomiarów satelitarnych (instrument MODIS).

## Poprawka atmosferyczna
Grubość optyczna gra też istotną rolę w satelitarnych algorytmach teledetekcyjnych. Dla przykładu barwa oceanu jest kombinacją oddziaływania światła widzialnego z barwnikami fitoplanktonu. Za pomocą pomiarów satelitarnych w różnych długościach światła widzialnego (najczęściej za pomocą pomiaru w kolorze zielonym i niebieskim) można wyznaczyć ilość chlorofilu. Niestety światło nie jest odbijane bezpośrednio przez fitoplankton w wodzie, ale przechodzi przez całą atmosferę i to dwukrotnie – do dołu i, po odbiciu, do góry. Grubość optyczna atmosfery powoduje, że kolor oceanu jest znacznie modyfikowany. W tym przypadku grubość optyczna atmosfery jest nazywana poprawką atmosferyczną.

Dyski Secchiego w wodzie. Obserwacje są prowadzone aż do głębokości w której dysk nie jest widoczny.

## Strefa eufotyczna
Z grubością optyczną wiąże się głębokość przenikania światła w głąb oceanu. Strefa eufotyczna w oceanie zdefiniowana jest jako głębokość, do której dochodzi 1% natężenia promieniowania używanego w fotosyntezie (ang. photosynthetic available radiation – PAR), czyli od 300–700 nm. Jest to w przybliżeniu
{\displaystyle \tau _{PAR}=-\ln(0{,}01)\approx 4{,}605.}
Istnieją przybliżone metody oszacowania głębokości eufotycznej na podstawie obserwacji widzialności w wodzie dysku Secchiego. Podobnie w atmosferze widzialność i grubość optyczna są ze sobą związane, chociaż parametry takie jak kontrast pomiędzy otoczeniem i obiektem wpływają na tę relację.
Grubość optyczną można w pewnych przypadkach wyznaczyć bezpośrednio z pomiarów zmiany natężenia promieniowania w ośrodku. W tym celu mierzy się natężenie światła w dwóch punktach dzięki czemu można wyznaczyć transmisję zdefiniowaną jako
{\displaystyle T={\frac {I}{I_{0}}},}
gdzie:
{\displaystyle I_{0}} – natężenie promieniowania padającego,
{\displaystyle I} – natężenie promieniowania wychodzącego w głębi ośrodka.
W uproszczeniu, przyjmując, że ilość pochłoniętego, jak i rozproszonego promieniowania elektromagnetycznego (światła) {\displaystyle (dI)} o niezbyt szerokim spektrum nie zależy od długości fali promieniowania, a dla bardzo cienkiej warstwy zależy od grubości {\displaystyle (dz)} i jej własności rozproszeniowych i absorpcyjnych {\displaystyle (k),} a z tego wynika:
{\displaystyle dI=-kIdz.}
Wzór ten ma postać analogiczną do prawa rozpadu naturalnego. Z zależności tej wynika:
{\displaystyle I=I_{0}e^{-kz}=I_{0}e^{-\tau }.}
Dla ciała o określonej grubości/głębokości {\displaystyle z,} iloczyn {\displaystyle kz} jest wielkością stałą i jest określany jako grubość optyczna lub głębokość optyczna, a oznaczany przez {\displaystyle \tau .}
Tak zdefiniowana głębokość optyczna jest wielkością bezwymiarową, nieujemną i dla ciała całkowicie przezroczystego wynosi 0, zaś dla rozpraszającego lub pochłaniającego całe padające nań promieniowanie jest równa nieskończoności. Jest ona wielkością addytywną, co oznacza, że jej wartość dla światła przechodzącego kolejno przez dwa ciała jest równa sumie głębokości optycznych tych ciał.
W tym przypadku transmisja światła przez ośrodek ma eksponencjalny charakter i zmienia się, z definicji, pomiędzy 0 {\displaystyle (\tau =0)} dla ośrodka a 1 {\displaystyle (\tau =\infty )} dla ośrodka całkowicie rozpraszającego lub pochłaniającego.
Szczególną wartością grubości optycznej jest 2/3, gdyż {\displaystyle \exp(-2/3)\approx 0{,}5} i odpowiada warstwie, przez którą natężenie spada o połowę. Wartość ta jest przyjmowana np. przy teoretycznym określaniu granicy fotosfery Słońca i gwiazd. O ośrodku, dla którego {\displaystyle \tau \ll 1} mówi się, że jest optycznie cienki, a dla dużych wartości {\displaystyle \tau } jest optycznie gruby.
W bardziej typowym przypadku przechodzenia światła o szerokim zakresie spektralnym (przykładem jest promieniowanie słoneczne) intensywność pochłaniania promieniowania zależy od długości fali, transmisja nie ma wtedy charakteru eksponencjalnego zaniku, i nie można wówczas stosować powyższych wzorów, nie można określić grubości optycznej na podstawie pomiarów intensywności światła. Wówczas można rozłożyć natężenie promieniowania na natężenia składowe, a transmisję {\displaystyle T} na sumę eksponentów:
{\displaystyle I=\sum _{i}I_{i}=\sum _{i}I_{0i}e^{-\tau _{i}}=I_{0}T,}
{\displaystyle T=\sum a_{i}\exp(-\tau _{i}),}
dla
{\displaystyle a_{i}={\frac {I_{0}i}{I_{0}}}} jest udziałem natężenia danego pasma promieniowania w całości natężenia promieniowania i określić kilka grubości optycznych, z których każda opisuje eksponencjalny zanik natężenia składnika promieniowania w określonym paśmie.

## Inne określenia
W przypadku promieniowania elektromagnetycznego przechodzącego przez jednorodną warstwę płasko równoległą pod kątem {\displaystyle \theta } do warstwy, jego droga fizyczna zwiększa się:
{\displaystyle z_{1}=z/\cos \theta .}
Określając współczynnik m jako
{\displaystyle m=1/\cos \theta ,}
można wyrazić głębokość optyczną przez
{\displaystyle \tau '=m\tau .}
Wówczas:
{\displaystyle I/I_{0}=e^{-m\tau }.}
Wzory powyższe stosuje do rozchodzenia się monochromatycznej wiązki światła w atmosferze przyjmując, że jest ona warstwą płasko-równoległą, i wówczas {\displaystyle \theta } jest kątem między kierunkiem promieni świetlnych a kierunkiem na zenit. Aerozolowa grubość optyczna (ang. Aerosol Optical Depth) opisuje grubość optyczną w danej długości fali i jest mierzona na ziemi na podstawie pomiarów natężenia światła. Zmiany grubości optycznej z długością fali dają informacje o wielkości aerozoli.

## Różniczkowa głębokość optyczna
Definiuje się także różniczkową głębokość optyczną, będącą cechą danej substancji, umożliwiającą obliczenie głębokości optycznej ciała zbudowanego z tej substancji. W zależności od własności fizycznych substancji:
{\displaystyle d\tau =-Kdz,}
{\displaystyle d\tau =-k\rho dz} – dla substancji o zmiennej gęstości (np. gazów) lub roztworów,
{\displaystyle \tau =\int _{0}^{z}d\tau =\int _{0}^{z}-Kdz.}
Dla pierścieni planetarnych, ich głębokość optyczna to proporcja światła zablokowana przez pierścień, gdy pierścień znajduje się pomiędzy źródłem światła i obserwatorem. Głębokość optyczną pierścieni planetarnych wyznacza się zazwyczaj podczas okultacji gwiezdnych.